# Anna Achmatova
Anna Andrejevna Achmatova (Russisch: Анна Андреевна Ахматова), geboren Gorenko (Russisch: Горенко) (Bolsjoj Fontan bij Odessa, 23 juni 1889 Domodedovo bij Moskou, 5 maart 1966) was een Russische dichteres.

## Leven en werk
Ze werd geboren in een dorpje bij Odessa en groeide van haar eerste tot haar zestiende jaar op in Tsarskoje Selo (Tsarendorp) nabij Sint Petersburg waar ze ook het gymnasium bezocht. 's Zomers logeerde ze vaak op de Krim bij Sebastopol. Ze zwom er graag: 'Ik raakte bevriend met de zee.' Ook zag ze daar archeologische resten van de Klassieke Oudheid. In 1905 scheidden haar ouders. Ze woonde een jaar in Jevpatorija, ook in het Zuiden, daarna in Kiev waar ze haar gymnasiumopleiding afrondde.  Achmatova studeerde eerst rechten, later stapte ze over op taal- en letterkunde.
Ze schreef sinds haar elfde. Haar vader wilde niet dat ze onder de adellijke familienaam publiceerde. Hij was bang dat zij die daardoor zou bezoedelen. Zij koos daarom op haar zeventiende als schrijversnaam: Anna Achmatova. Die ontleende ze aan haar overgrootmoeder van Tataarse afstamming.  In 1910 of 1911 las ze Het Cipressehouten Kistje van de overleden dichter Innokenti Annenski en voormalig rector van het gymnasium in Tsarskoje Selo. Annenski zou sindsdien een van haar grote voorbeelden blijven.
Van 1910 tot 1918 was ze gehuwd met de dichter Nikolaj Goemiljov. In het begin van hun huwelijk maakten ze reizen naar Parijs en Italië. Zij was erg geïnteresseerd in beeldende kunst. Modigliani tekende haar. Ook maakte ze de opkomst van het Russische Ballet in Parijs mee. In 1912 kregen ze hun zoon Lev. Ze zou in deze jaren in haar eigen land de mozaïekkunstenaar Boris Anrep ontmoeten, die grote indruk op haar maakte. Haar bundel Een Witte Vlucht droeg zij in 1917 aan hem op. Hij zou al spoedig naar het Westen emigreren. Ook raakte ze bevriend met Boris Pasternak en Alexandr Blok.
Met de dichters Sergej Gorodetski, Osip Mandelstam en Nikolaj Goemiljov en anderen behoorde ze tot 'Het dichtersgilde', een literaire groep die zich ook Acmeïsten noemden naar het Griekse woord 'άχμή' (akmé): hoogtepunt, bloei. Zij streefden naar een apollinische helderheid en zetten zich af tegen de symbolisten, met hun dionysische hang naar mystiek, gecompliceerde meerduidigheid en occultisme. In plaats van metaforen voor het hogere te gebruiken verwezen ze liever naar aardse dingen. Ze waren daarbij niet experimenteel zoals in het Futurisme, dat zich gelijktijdig als reactie op het symbolisme ontwikkelde. Hun bijeenkomsten leken op workshops waar nieuwe schrijfwijzen werden ontwikkeld. Een belangrijke techniek die Achmatova zich daarbij al vroeg eigen maakte was die van de metonymen. Bijvoorbeeld het vermelden van een jongeman met een donkere huidskleur in een omgeving met de kenmerken van Tsarskoje Selo riep al gauw de gedachte op dat het hier om de jeugdige Poesjkin zou gaan.
De belangrijkste thema's van haar vroege werk zijn liefde en dichterschap. Dat wordt bovendien gekenmerkt door melancholie en teleurstelling, bijvoorbeeld over de tragedie die de Oktoberrevolutie van 1917 in haar land heeft veroorzaakt. Tijdens haar activiteiten in het dichtersgilde raakte ze bevriend met Michail Lozinski (1886 - 1955), een vriendschap die tot zijn overlijden zou blijven. Lozinski zou vooral bekend worden als vertaler. In 'Het dichtersgilde' trad hij op als redacteur, uitgever en diplomatiek corrector die Achmatova en menig ander behoedde voor vergissingen die hun publicaties geschaad zouden hebben.

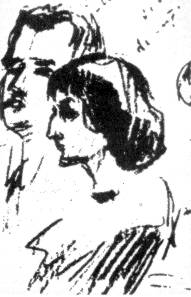
Schets van Michail Lozinski en Anna Achmatova, door Sergej Gorodetski, 1913.

Van 1918 tot 1921 was ze ongelukkig getrouwd met de assyrioloog Vladimir Sjilejko. Haar zoon werd opgevoed door Goemiljov's moeder. Van 1926 tot 1938 woonde ze samen met de kunsthistoricus Nicolaj Poenin. Opvallend was dat ze met hem samenwoonde in een huis met twee kamers: Eén voor hen en een voor Poenin's vrouw en dochter. Een zekere spanning tussen de bewoners moet onvermijdelijk zijn geweest.
Achmatova's eerste echtgenoot, Nikolaj Goemiljov, werd in 1921 beschuldigd van deelname aan de Tagantsev-samenzwering en door de communisten gefusilleerd.
In de begintijd van Het Dichtersgilde raakte ze bevriend met Osip Mandelstam. Ze bleven als vanzelfsprekend trouw aan hun gemeenschappelijke achtergrond. Wanneer Achmatova door een gemiste trein laat aankwam plaagde Mandelstam: 'U reist zo snel als Anna Karenina'. En in 1936 toen Achmatova hem als balling in zijn uitzichtloze situatie bezocht, verwoordde zij in de laatste regels van haar gedicht Voronezj:
Maar in de kamer van de verbannen dichter

Houden angst en Muze beurtelings de wacht,

En er breekt een nacht aan

Die geen ochtend kent.
concreet, helder en invoelbaar wat Mandelstam en vele anderen in die tijd doormaakten.
Behalve Achmatova's autobiografie, De echte twintigste eeuw, schreven haar vriendinnen, Nadezjda Mandelstam en Lidija Tsjoekovskaja, biografisch werk over haar. Verder is zij gedurende haar leven veelvuldig weergegeven door beeldend kunstenaars. Zij was dan ook, volgens Joseph Brodsky, een overweldigende verschijning: Een meter tachtig, met donker haar, een blanke huid en bleke grijsgroene ogen als die van een sneeuwluipaard, rank en ongelooflijk elegant.
Tussen 1922 en 1940 publiceerde Achmatova geen eigen gedichten meer. Wel hield zij zich intensief bezig met de bestudering van het werk van Poesjkin. Met de dichtbundel Uit Zes Boeken keerde ze in 1940 voor heel korte tijd terug in de literatuur van de toenmalige Sovjet-Unie. In 1934, na de moord op het hoge partijlid Sergej Kirov, volgden massa-arrestaties waarbij Achmatova's zoon enkele malen werd opgepakt en weer vrijgelaten tot hij in 1938 opnieuw werd gearresteerd en na 17 maanden gevangenis in de Kresty gevangenis in Leningrad tot tien jaar werkkamp (Norilsk) veroordeeld. Achmatova stond, zoals zovelen in die jaren, steeds weer bij de gevangenis in de rij om pakketjes voor hem af te geven. Ze schreef over deze zware tijd de gedichtencyclus Requiem. Haar zoon zou vervroegd worden vrijgelaten en nam dienst in het leger. Als soldaat was hij betrokken bij de slag om Berlijn.
In juni 1941, toen ze in Moskou was, ontmoette ze Marina Tsvetajeva. Het was al lang Tsvetajeva's wens geweest haar te ontmoeten. Achmatova leek ten aanzien daarvan terughoudend, maar stemde toe na bemiddeling van Pasternak. Na de dood van Tsvetajeva, enkele maanden later, vroeg ze zich af hoe Tsvetajeva die ontmoeting beschreven zou hebben. Ze stelde zich voor dat Tsvetajeva's beschrijving prachtig zou zijn geweest, maar wel ver verwijderd van haar eigen ervaring. En ze prees haar om haar gulle geschenken, zoals haar met eigen hand overgeschreven Epos van lucht, een blauwe sjaal, een broche, een mohammedaans bidsnoer, het Kremlin in Moskou, al wist ze niet altijd goed wat ze ermee moest aanvangen.
Nadat de Sovjet-Unie in diezelfde maand juni betrokken raakte in de Tweede Wereldoorlog hield Achmatova in de zomer radiotoespraken om vrouwen in Leningrad moed in te spreken. In september werd ze geëvacueerd, eerst naar Moskou, daarna naar Tasjkent. Enkele patriottische gedichten van haar werden gepubliceerd, een ervan in de Pravda. Dat een Grande Dame uit pre-revolutionaire tijden zich achter de Russische zaak schaarde, betekende iets voor anderen die hun bedenkingen hadden tegen het regime. Ze verloor daarbij haar onafhankelijkheid niet. In het gedicht: '..En het is op die sterloze avond, dat,.........Leningrad voor zichzelf salueert', klinkt bijvoorbeeld kritiek op de matige inspanningen van het Rode Leger Leningrad tijdens het jarenlange beleg te ontzetten. Ze las gedichten voor aan gewonde militairen en na haar terugkeer in Leningrad ook aan militairen nabij het Finse front.

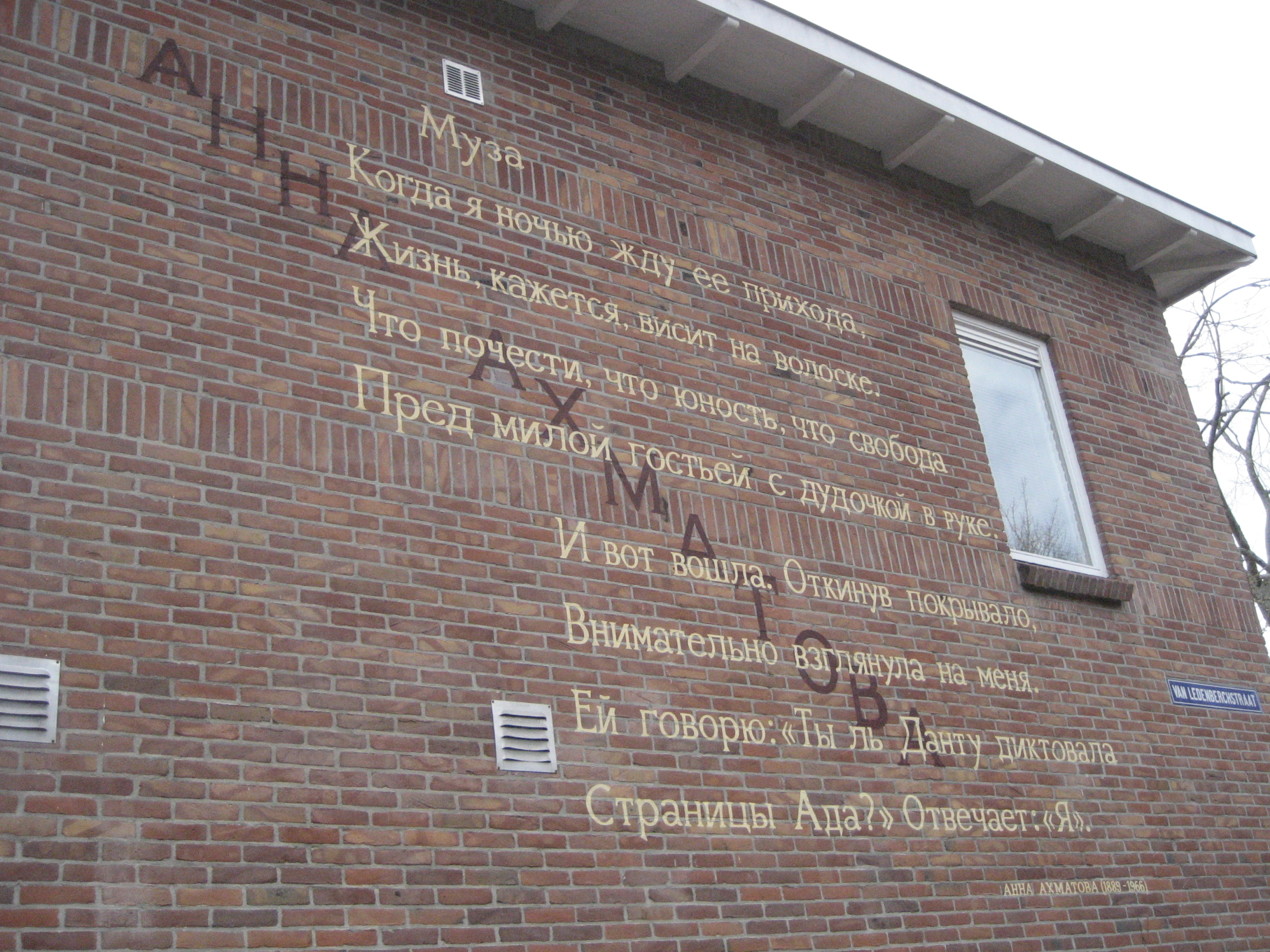
Gedicht Muze van Achmatova op een muur in Leiden

Eind 1945 en begin 1946 bracht de Engelse, van oorsprong Lets-Russische, diplomaat en filosoof Isaiah Berlin enkele bezoeken aan haar. Voor haar was dit aanleiding de gedichtencycli Cinque en De wilde roos bloeit te schrijven. Beide zijn opgenomen in het Het Zevende Boek. De Sovjet-overheid begon haar te schaduwen en af te luisteren en zij ondervond veel hinder van de officiële communistische kritiek. Na een vernietigende toespraak van Andrej Zjdanov, namens het regime verantwoordelijk voor cultuur, werd ze in 1946, tezamen met Michail Zosjtsjenko, uit de Schrijversbond gestoten. Zjdanov karakteriseerde Achmatova als 'half hoer half non'. Sindsdien kon zij slechts door vertaalwerk in haar levensonderhoud voorzien. In 1949 werden haar zoon Lev Goemiljov en de man met wie zij tot 1938 had samengewoond, Nikolaj Poenin, gearresteerd. Zij weet deze maatregelen aan haar ontmoetingen met Berlin. (Mogelijk is ook een in 1946 gemaakte foto van haar voor de zuilengalerij van het Kremlin door het regime als een uitdaging opgevat.) Om Stalin tot een betere behandeling en vrijlating te bewegen schreef zij in 1950 de cyclus Hulde aan de Vrede. Later wilde ze die cyclus niet in haar verzameld werk hebben opgenomen. Poenin stierf in 1953 in strafkamp Workuta benoorden de poolcirkel (dagrantsoen: 1 haring, 300 gram brood, beker water; dagbesteding: 10 uur fysieke arbeid bij temperaturen soms lager dan - 30 °C). Haar zoon kwam in 1956 uit strafkamp Tschubai-Nura bij Karaganda vrij. Achmatova werd sindsdien stapsgewijs gerehabiliteerd. Berlin bezocht haar land nogmaals, maar ze weigerde hem nu te ontmoeten uit angst voor het lot van haar zoon. In 1958 werd ze opnieuw lid van de Schrijversbond en mocht weer, zij het gecensureerd, publiceren. Ze kreeg een huisje toegewezen in de schrijverskolonie Komarovo.
In het Westen waardeerde men haar. Zo bracht de Amerikaanse dichter Robert Frost haar in 1962 een bezoek. De Russische autoriteiten deden daarbij veel moeite haar leefomstandigheden mooier voor te stellen dan ze waren. In deze tijd ontving ze regelmatig een groep jonge dichters bij haar aan huis, waaronder Joseph Brodsky. Volgens Brodsky gold haar invloed niet zozeer de technische aspecten van de dichtkunst (metrum, ritme, rijm, klemtoon, intonatie), maar was die eerder op een verandering van geest gericht: In haar aanwezigheid veranderde het taalniveau waarmee je de werkelijkheid benaderde onweerstaanbaar in de hare. Aan het einde van haar leven mocht Achmatova enkele reizen maken naar het Westen. In 1964 reisde ze naar Italië om de Taormina-Poëzieprijs te ontvangen en in 1965 naar Engeland voor een eredoctoraat van de Universiteit van Oxford. Daar ontmoette ze Berlin wel. Tijdens die reis was ze ook in de gelegenheid om in Parijs Boris Anrep, na bijna een halve eeuw opnieuw te ontmoeten. Niet lang daarna verscheen haar laatste grote werk, Epos zonder Held, al zou zij dat niet meer meemaken.
Zij overleed op 5 maart 1966 aan een hartinfarct en ligt begraven in Komarovo.

## Requiem (fragment)
[...]

Stil verglijdt de stille Don,

Gele maan die binnenkomt.

Schuingemutste gele maan

Ziet in huis een schaduw gaan.
Deze vrouw is ziek en lijdt,

Deze vrouw kent eenzaamheid.
Man in 't graf, zoon vastgezet,

Denk aan mij in uw gebed.

[...]

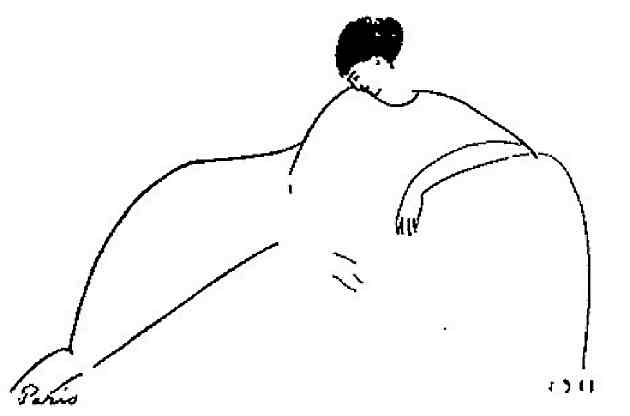
Modigliani: Achmatova, 1911

(Uit: Achmatova, Werken, vertaling Margriet Berg en Marja Wiebes)

## Poëtisch oeuvre

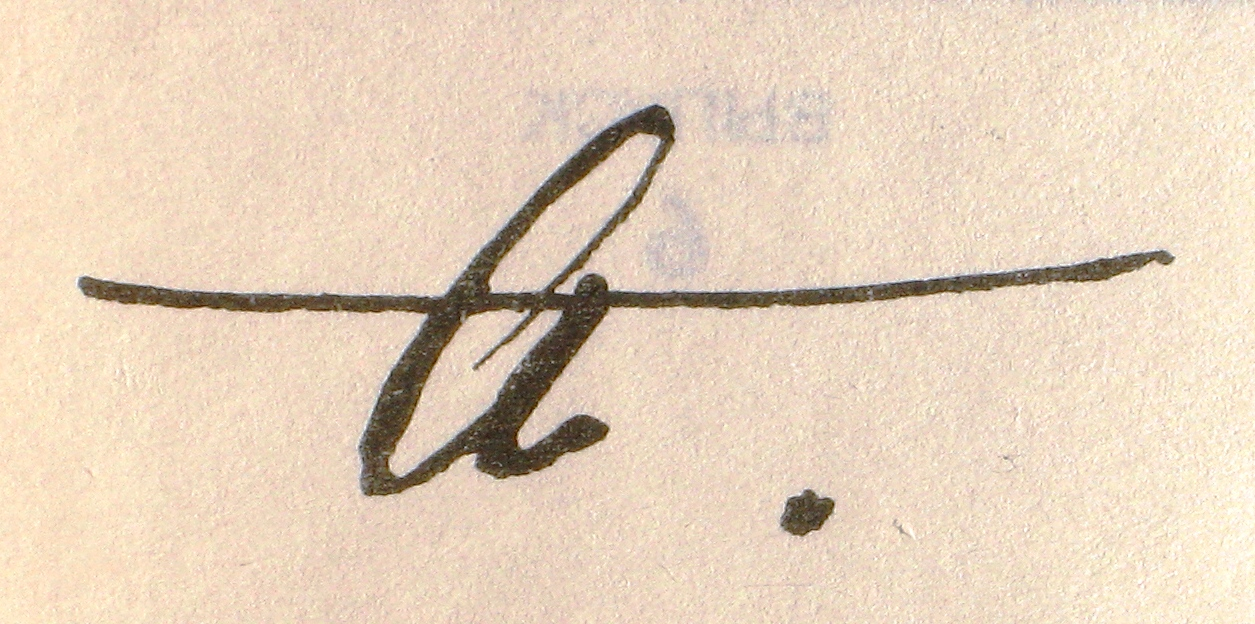
Achmatova's autograaf

Van Achmatova werden tijdens haar leven de volgende gedichtenbundels gepubliceerd:
- Вечер (Avond) 1912
- Чётки (Rozenkrans) 1913
- Белая стая (Een witte Vlucht/ De Witte Schare) september 1917
- Подорожник (Weegbree) 1921
- Anno Domini MCMXXI (Anno Domini MCMXXI) 1922
- Из шести книг (Uit zes Boeken) 1940, na korte tijd weer uit de handel genomen en uit bibliotheken verwijderd
- Избранное. Стихи (Keus uit Gedichten) 1943, gecensureerd
- Стихотворения (Gedichten) 1958, Geen nieuwe gedichten, gecensureerd
- Стихотворения (Gedichten 1909 - 1960) 1961
- Бег времени (Vlucht van de Tijd) 1965, Overzichtsbundel, bevatte zowel lyriek als proza

Daarnaast bereidde zij bundels voor die tijdens haar leven niet afzonderlijk werden gepubliceerd:
- Riet (Тростник) (werk van 1924 tot 1940) (Opgenomen als deel Wilg in Uit Zes Boeken en als deel Riet in Gedichten 1909 - 1960)
- Oneven Getal. Het Zevende Boek. (Нечет. Седьмая Книга) (1946) (Pas gepubliceerd in 1965 als onderdeel van Vlucht van de Tijd ).

Verder schreef zij de poëmen:
- Aan Zee (У Самого Моря) (1914) (Publicatie in Een Witte Vlucht )
- Requiem (Реквием)(1935 -1940) (Publicatie in 1963 in West-Duitsland, in 1987 in de Sovjet-Unie)
- Epos zonder Held (Позма Без Героя) (1940 - na 1960) (Publicatie in 1967 in New York, in 1974 in de Sovjet-Unie)

## Poëtisch oeuvre in Nederlandse vertaling
- Anna Achmatova, Vladimir Majakovski en Marina Tsvetajeva, Ode aan de voetganger (keuze en inleiding: Kees Verheul, vertaling: Kees Verheul, Margriet Berg et al.) Amsterdam, Van Oorschot, 2013. ISBN 978-90-2825-092-5
- Anna Achmatova: Werken (vert.: Margriet Berg en Marja Wiebes; Nawoord: Marja Wiebes). Tweetalig. Bevat o.a. Aan zee, Requiem en Epos zonder held. Amsterdam, Uitg. Van Oorschot, 2007. ISBN 978-90-282-4085-8
- Anna Achmatova: Sneeuwstorm, noodlot, lied : gedichten 1909-1966. (vert.: Hans Boland). Amsterdam, Meulenhoff, 2007. ISBN 978-90-290-7900-6
- Anna Achmatova: Data om nooit te vergeten. (vert. Hans Boland). Amsterdam, Meulenhoff, 2006. ISBN 90-290-7748-4
- Anna Achmatova: Maar mijn liefde voor jou maakt me machteloos. (vert. Hans Boland). Amsterdam, Prometheus Uitgeverij, 2003. ISBN 978-90-351-2076-1
- Anna Achmatova: Teksten uit Requiem. (vert.: Johannes G. van der Tak). Oldenzaal, Zonder Dak, 2002. Geen ISBN.
- Anna Achmatova: Maar mijn liefde voor jou maakt me machteloos. (vert.: Hans Boland). Amsterdam, Uitg. Bert Bakker, 2002. ISBN 90-351-2076-0
- Anna Achmatova: Vlucht van de tijd (gedichten en herinneringen). (vert.: Hans Boland). Amsterdam, Meulenhoff, 1989. ISBN 90-290-3970-1
- Anna Achmatova: Het zevende boek. (vert.: Frans-Joseph van Agt). Oosterbeek, Ravenberg Pers, 1988. ISBN 90-70399-35-0
- Anna Achmatova: Noordelijke elegie drie. (vert.: Kees Verheul). Woubrugge, Avalon Pers, 1985. Geen ISBN.
- Anna Achmatova: Epos zonder held (vert.: Hans Boland). Amsterdam, Meulenhoff, 1984. ISBN 90-290-1584-5
- Anna Achmatova: Gedicht zonder held (triptiek 1940-1962). (vert.: Frans-Joseph van Agt). Leiden, Stichting De Lantaarn, 1984. Herdruk: Oosterbeek: Ravenberg Pers, 1986. ISBN 90-70399-24-5
- Anna Achmatova: Gedichten. (vert.: Frans-Joseph van Agt). Leiden, De Lantaarn, 1983. Geen ISBN.
- Anna Achmatova: De laatste roos (vert.: Kristien Warmenhoven). Amsterdam, De Arbeiderspers, 1983. ISBN 90-295-0035-2 (herdr.: 1998, Apeldoorn)
- Kwartet: Osip Mandelstam, Anna Achmatova, Marina Tsvetajeva en Boris Pasternak. (vert. Charles B. Timmer. Amsterdam, De Arbeiderspers, 1982. ISBN 90-295-4870-3
- Anna Achmatova: In andermans handen. (vert.: Hans Boland). 1e en 2e druk: Amsterdam, Meulenhoff, 1981. ISBN 90-290-1125-4
- Anna Achmatova: En de nacht belooft geen dageraad. (vert.: Miriam Van Hee). Gent, Masereelfonds, 1981. ISBN 90-6417-058-4 (2e verm. druk, 1982, ISBN 90-6417-070-3; 3e druk: Antwerpen, De Vries, Brouwers, 1986, ISBN 90-6174-453-9

## Biografisch werk in Nederlandse vertaling
- Anna Achmatova: De echte twintigste eeuw (autobiografisch proza). (vert.: Alissa Leigh en Silvana Wedemann). Amsterdam, Privé-domein nr. 249, 2006. ISBN 90-295-0051-4
- Joseph Brodsky, Nawoord, zie Lidija Tsjoekovskaja hieronder.
- Nadeschda Mandelstam, Erinnerungen an Anna Achmatova. (vertaling in het Duits: Christiane Körner). Frankfurt am Main. Suhrkamp Verlag GmbH, 2011. ISBN 9783518224656. (Geen Nederlandse vertaling bekend).
- Lidija Tsjoekovskaja: Ontmoetingen met Anna Achmatova. Inclusief Nawoord door Joseph Brodsky. (vert. Kristien Warmenhoven). Privé-domein nr. 82, 1987. ISBN 90-295-4937-8

## Trivia
In 1985 werd een inslagkrater op de planeet Venus naar haar vernoemd.